# 한밤의 차임벨
《한밤의 차임벨》(Campanadas A Medianoche, Chimes At Midnight)은 스페인, 스위스에서 제작된 오슨 웰스 감독의 1965년 코미디, 드라마, 전쟁 영화이다. 오슨 웰스 등이 주연으로 출연하였고 해리 샐츠먼 등이 제작에 참여하였다. 윌리엄 셰익스피어의 희곡 《헨리 4세》, 《리처드 2세》, 《헨리 5세》, 《윈저의 즐거운 아낙네들》 를 참고해 제작되었다.

## 출연

### 주연
- 오슨 웰스
- 잔느 모로

### 조연
- 마가렛 러더포드
- 존 길구드
- 마리나 블라디
- 월터 치아리
- 마이클 엘드리지

## 기타
- 원작자: 윌리엄 셰익스피어